# YAGO
YAGO (YAGO2s, Yet Another Great Ontology) is een grote semantische kennisbank, afkomstig van extractie uit Wikipedia, WordNet en GeoNames.
YAGO is onderdeel van het YAGO-NAGA-project van het Max-Planck-Institut für Informatik in Saarbrücken, onderdeel van het Max-Planck-Gesellschaft.
Het YAGO-NAGA project startte in 2006 met als doel om een doorzoekbare, grootschalige, nauwkeurige kennisbank in machinetaal te bouwen.
YAGO is een van de grootste publiekelijk toegankelijke ontologiën onder CC 3.0-licentie.
YAGO is onderdeel van de linked data cloud en direct verbonden met DBpedia en Freebase.